# Sergio Benítez
Sergio Gutiérrez Benítez, noto anche come Fray Tormenta (San Agustín Metzquititlán, 9 maggio 1945), è un ex wrestler e religioso messicano.

## Biografia
Figlio di José Gutiérrez García e di Emilia Benítez, viene da una famiglia di 17 fratelli dei quali è il sestogenito. Dopo aver visto un film chiamato El Señor Tormenta che racconta di un prete che faceva il lottatore per guadagnare soldi per aiutare un orfanotrofio, ne rimase colpito,. Divenne a sua volta un sacerdote e all'età di 22 anni fondò un orfanotrofio chiamato La Casa Hogar de los Cachorros de Fray Tormenta. Tempo dopo tuttavia l'orfanotrofio perse molti soldi e Benìtez, ispirandosi al film che aveva visto, divenne un lottatore professionista con il ringname Fray Tormenta (come omaggio al protagonista del film) e guadagnò abbastanza soldi da poter finanziare il suo orfanotrofio. La sua carriera di lottatore durò per 23 anni e occasionalmente fece spesso coppia con Super Muñeco, un lottatore con un passato simile al suo.
Si è ritirato nel 2011 pur continuando ad indossare la sua maschera durante le messe.
È di religione cattolica.

## Altri media
- Nel 1991 in Francia uscì un film basato sulla sua storia chiamato L'Homme au masque d'or con Jean Reno nei panni di Fray Tormenta.
- Nel 2006 uscì un altro film basato sulla sua storia chiamato Super Nacho con protagonista Jack Black. Lo stesso Benìtez appare nella pellicola interpretando Reyes, il lottatore in pensione che allena Ignacio.